# New Era Orchestra
New Era Orchestra — оркестр из Киева, Украина. Основан в 2007. Татьяна Калиниченко является его сооснователем, музыкальным директором и дирижёром. В репертуар оркестра входит классическая и современная академическая музыка.

## Об оркестре
Отличительной особенностью стиля оркестра является создание и исполнение инновационных концертных программ. В каждом концерте присутствуют премьеры произведений современной или классической музыки.

## Деятельность
- Коллектив основан в 2007 году дирижёром Татьяной Калиниченко в партнерстве с Андреем Ризолем, генеральным директором PR/BTL/EVENT/ART Компании «ВАВИЛОН». Международная деятельность оркестра была инициирована Евгением Уткиным, президентом инвестиционного IT-холдинга «КM Core» Архивная копия от 22 сентября 2019 на Wayback Machine и основателем Дома искусства и образования «Мастер Класс».
- New Era Orchestra — постоянный участник главных культурных событий на Украине и за рубежом: Мультидисциплинарного фестиваля современного искусства ГОГОЛЬFEST[2], Международного кинофестиваля «МОЛОДОСТЬ», Международного джазового фестиваля JAZZ IN KIEV, Фестиваля современной музыки в «Арсенале», международного фестиваля современной музыки GAIDA (Литва) и т. д. Оркестр не раз гастролировал за рубежом. Масштабным зарубежным проектом оркестра стал тур Киев — Париж — Москва (2010), посвященный Андрею Тарковскому, одному из величайших кинорежиссёров всех времен.
- New Era Orchestra первым на Украине исполнил музыку таких композиторов, как Джон Адамс (США), Филипп Гласс (США), Майкл Найман, Джон Тавенер (Великобритания), Яннис Ксенакис (Франция), Авнер Дорман (Израиль — США), Такаси Ёсимацу (Япония), Марьян Мозетич (Канада), Георгс Пелецис и Артурс Маскатс (Латвия). Кроме того, оркестр представил премьеры произведений таких выдающихся современных композиторов, как Хоакин Родриго (Испания), Ясуси Акутагава (Япония), Владимир Мартынов, Павел Карманов, Леонид Десятников (Россия), Кшиштоф Пендерецкий (Польша), Арво Пярт (Эстония), Гия Канчели (Грузия), Петерис Васкс (Латвия), Джованни Соллима (Италия) и другие.
- Оркестр работал со многими известными мировыми солистами, такими, как Джошуа Белл (скрипка, США), Сара Чанг (скрипка, США), Ави Авиталь (мандолина, Израиль — Германия), Даньюло Исидзака (виолончель, Германия-Япония), Роман Минц (скрипка, Россия — Великобритания), Аня Лехнер (виолончель, Германия), Дино Салуцци (бандонеон, Аргентина). Оркестр часто выступает с такими ведущими украинскими солистами как Кирилл Шарапов (скрипка), Дмитрий Марченко (вибрафон), Роман Репка (фортепиано), Артем Полуденный (виолончель), Соломия Приймак (сопрано) и многими другими.

## Дирижёр и музыкальный директор

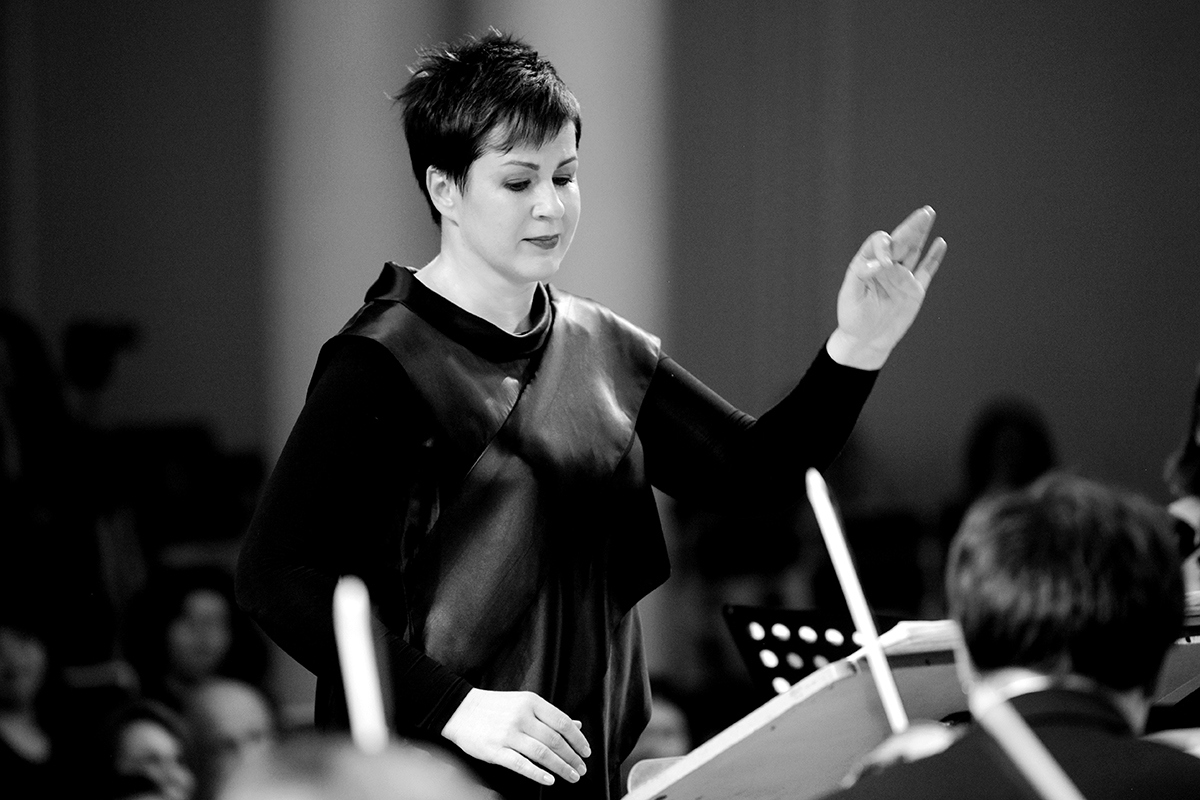
Татьяна Калиниченко

Татьяна Калиниченко — музыкальный директор и главный дирижёр New Era Orchestra. Получила известность на Украине благодаря экспериментами в области академической музыки, которые сформировали индивидуальный стиль оркестра. В 2003 г. закончила Национальную музыкальную академию Украины им. П. И. Чайковского (класс оперно-симфонического дирижирования проф. В. Гнедаша). Работала приглашенным дирижёром в оперной студии «Молодая опера» при НМАУ им. Чайковского, а также в Днепропетровском академическом театре оперы и балета (2004—2006). В 2004—2010 гг. — дирижёр Национального Президентского оркестра Украины.
С 2007 г. — музыкальный директор и дирижёр оркестра New Era Orchestra, с 2010 — совмещает позицию художественного руководителя проекта MK Classics в Доме искусства и образования «Мастер Класс».

## Солисты оркестра
Оркестр активно сотрудничает с лучшими украинскими солистами новой генерации, среди которых:
- Андрей Павлов — скрипка.

Окончил НМАУ им. Чайковского и Киевский институт музыки им. Глиера. Ведет активную концертную деятельность в Украине и за рубежом (Нидерланды, Испания, Германия, Франция, Австрия, в Radiokulturhaus в Вене, UNESCO House в Париже).
В составе дуэта Sonoro с пианисткой Валерией Шульгой стали лауреатом конкурсов им. Йоганеса Брамса (Австрия), Salieri-Zinetti (Италия), им. Стасиса Вайнюнаса (Литва), им. Дмитрия Бортнянского (Украина).
С 2016 года артист Национального камерного ансамбля «Киевские солисты»
- Кирилл Шарапов — скрипка.

В 2006 году окончил Национальную музыкальную академию Украины им. П. И. Чайковского, факультет скрипки, специальность — музыкальное искусство, в 2009 году прошёл ассистентуру-стажировку. В 2010 году стажировался в Квартетной академии NSKA (Голландия). Стипендиат программ Odyssey и Proquartet (Франция, 2007 г.). Стипендиат Международной академии камерной музыки в Lower Saxony (Германия, 2008—2009 гг.) и Международной музыкальной академии (Франция, 2008 г.). Лауреат международных конкурсов (1995—2008 гг.). Артист и соорганизатор Kiev-Tango-Project (2011 г.).
- Артем Полуденный — виолончель.

Учился в Национальной музыкальной академии Украины им. Чайковского, оркестровый факультет, виолончель. Солист Национальной львовской филармонии.

## Проект «Музыкальные мосты»
Проект «Музыкальные мосты» (Musical Bridges) — долгосрочная инициатива, направленная на активизацию культурного обмена между ведущими украинскими и иностранными музыкантами в сфере современной и классической академической музыки с целью интеграции Украины в мировое культурное пространство и популяризации аудиального искусства высокого международного уровня в Украине. В 2019 году проект проходит в рамках Двустороннего года культуры Австрия-Украина 2019 при поддержке Украинского культурного фонда, посольства Австрии в Украине и австрийского культурного форума. Организация проекта осуществляется благотворительным фондом «Поверь в себя».

## Упоминания в СМИ
1. NEW ERA ORCHESTRA: ЗОЛОТОЕ СЕЧЕНИЕ: В интервью для Viva! арт-директор и дирижёр New Era Orchestra Татьяна Калиниченко приоткрывает тайны профессии и делится амбициозными планами по культурной экспансии Европы.
2. Музыкальный сентябрь: «Все дороги ведут в Киев»
3. В Киеве состоялась открытая репетиция концерта «Музыкальные мосты»: концерт прозвучит сегодня вечером в Киевской филармонии
4. Маэстро: Дирижёр киевского камерного оркестра New Era Orchestra Татьяна Калиниченко
5. УНИКА поддержала концерт оркестра New Era Orchestra и мировой звезды академической музыки Сары Чанг
6. В Киеве состоится концерт камерного оркестра New Era Orchestra и скрипача Романа Минца
7. Запись на радио дирижёра киевского камерного оркестра New Era Orchestra Татьяны Калиниченко
8. Концерт «Формула женщины»: камерный оркестр «New Era Orchestra», образовательный центр «Мастер класс»
9. Татьяна Калиниченко: «Вокруг меня аккумулируются люди, которым интересно заниматься своим делом»
10. Виступ New Era Orchestra у Швейцарії
11. БЭКСТЕЙДЖ: ОРКЕСТР NEW ERA ORCHESTRA В ФОТОСЕССИИ ДЛЯ VIVA!